# Joannes Cornelis Willemse
Joannes Cornelis Willemse, ('s-Gravenhage, 3 april 1800 – 's-Gravenhage, 20 november 1872), was een Nederlands politicus.
Willemse was referendaris, belast met de functie van secretaris op het ministerie van Zaken der R.K.-Eredienst. In 1844 werd hij tijdelijk minister van datzelfde departement.